# Yadvendra Singh Judeo
Yadvendra Singh Judeo (Bundela, 31 gennaio 1893 – Bundela, 4 agosto 1963) è stato un principe e politico indiano.
Fu Maharaja di Panna dal 1902 al 1947.

## Biografia
Nato a Bundela il 31 gennaio 1893, Yadvendra Singh Judeo divenne il 13° maharaja dello stato di Panna alla morte del padre nel 1902. Nel 1916 ottenne il Kaiser-i-Hind d'oro e nel 1922 fu nominato cavaliere commendatore dell'Ordine dell'Impero Indiano dalle autorità britanniche in India. Gli fu inoltre attribuito il grado onorario di colonnello dell'esercito dell'impero indiano.
Il 1º gennaio 1950 firmò per l'ammissione dello stato di Panna nella repubblica indiana. Venne quindi nominato Uparajpramukh dello stato di Vindhya Pradesh. Fu inoltre presidente dell'Akhil Bharatiya Kshatriya Mahasabha nel 1946.

## Onorificenze

### Posizioni militari onorarie
| Forza militare      | Unità    | Posizione  | Anno |
| ------------------- | -------- | ---------- | ---- |
| British Indian Army | Esercito | Colonnello | 1918 |